# Cabo de Tres Forcas
Il Cabo de Tres Forcas (in arabo Ras Tileta Madari) è un capo distaccato della costa nord africana, l'estremo di una piccola penisola situata nelle acque del Mar Mediterraneo che, amministrativamente, appartiene al Marocco (detentrice della maggior parte) e alla Spagna (detentrice della città autonoma di Melilla).
Il faro di Tre Forcas è stato costruito nel 1921 dal ministero spagnolo di Opere Pubbliche, essendone a capo Antonio Rives Capó (figlio di Vicente Rives Ivars e di Magdalena Perez Álvarez).

## Geografia

### Localizzazione
Si trova a est dello stretto di Gibilterra, a nord del Rif e a sud della penisola iberica e del mare di Alborán e ad ovest delle isole Chafarinas.

### Rilievo
Di formazione vulcanica, è un capo ripido, specialmente nella zona centrale e nella costa orientale con monti di orografia arida che si elevano più di 300 m sul livello del mare. Il suo vertice più alto è il Monti Gurugú (Marocco)(800 m), un vulcano estinto. Nella zona orientale, si trovano le scogliere di Aguadú.

### Idrografia
Nella costa orientale, si può trovare il Mare Chica, una laguna di acqua salata con un'estensione di 115 km². Ci sono pochi fiumi, piuttosto gole.

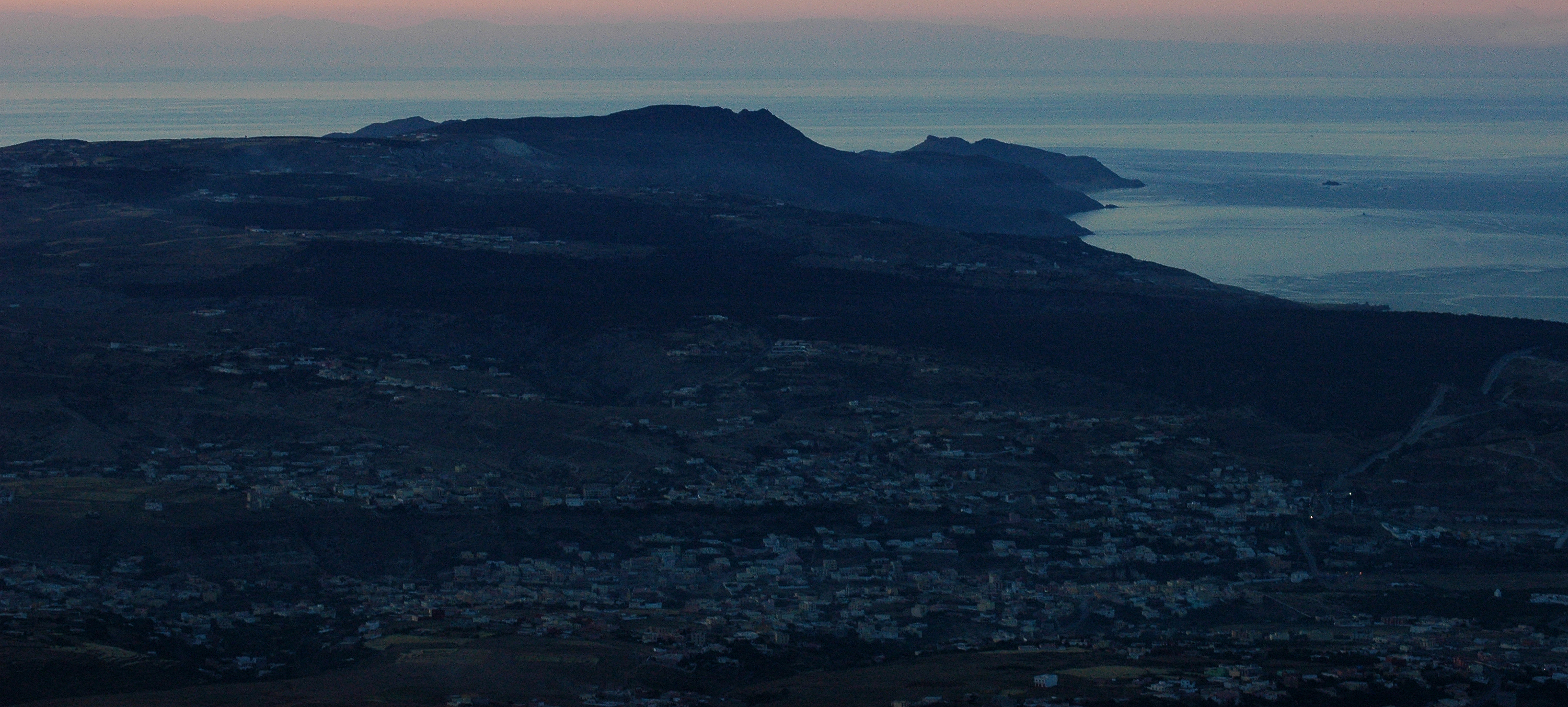

### Clima
Possiede principalmente un clima mediterraneo, anche se più umido in alcune zone. Nella zona centrale e occidentale la nebbia e la pioggia sono frequenti. Nella zona orientale generalmente è sereno e i venti sono comuni.

### Fauna e flora
Nel 2005 è stato dichiarato Posto di Interesse Biologico e Ecologico del Marocco (SIBE) e posto Ramsar. È il secondo luogo di passo dei volatili che dall'Africa migrano all'Europa, è inoltre l'habitat di più di cento specie sia terrestri che acquatiche. La fauna marina è molto ricca, probabilmente grazie alla peculiare orografia dei fondi e della costa: sono presenti infatti scogliere, grotte, piattaforme rocciose e spiagge sabbiose. Tra molte altre specie marine si possono trovare il corallo rosso e arancione. Si possono fare avvistamenti di tartarughe e cetacei. Questo è stato l'ultimo habitat prima della scomparsa della foca monaca.
La flora abbonda intorno al monti Gurugú, nella cui falda si può trovare una foresta di eucalipto e pini. Nella falda e nelle valli delle montagne, si possono trovare piccoli cespugli. Si possono anche trovare popolazioni di aloe vera.

### Località
Le città più importanti del capo sono Melilla (Spagna) e Nador (Rif, Marruecos). Intorno a queste si trovano altri popoli di minore importanza, come Beni-Enzar, Farkhana e Taouima. Nella zona orientale si trovano alcuni villaggi, vicino alle piccole calette che servono di porto naturale.

## Storia
Gli abitanti nativi del capo, erano i tarifit (popolo di etnia berbera), che sono stati conquistati dalle truppe musulmane della dinastia Omayyade durante il VIII secolo.
Nel 1497, Pedro di Estopiñán ha conquistato un piccolo atollo nella costa orientale, che più tardi si espanderà e darà luogo a Melilla.
Nel 1913, con l'inizio del protettorato spagnolo in Marocco, il capo di Tre Forcas è rimasto sotto controllo spagnolo. Nel 1934, il governo spagnolo ha nominato Nador capitale della provincia di Kert, la più grande delle cinque province del protettorato. Nel 1956, con la fine del protettorato spagnolo, il capo, salvo la città di Melilla, è rimasto sotto sovranità marocchina.
Nel 1998, il volo 4101 di PauknAir si scagliò contro una delle montagne del capo, morirono 38 persone, divenendo così l'incidente aereo più grave della storia del capo.

## Economia
L'economia del capo è basata sulle attività rurali, specialmente sul bestiame, l'agricoltura e la pesca.
Il turismo è un'altra attività importante, anche se la maggioranza dei turisti che riceve sono spagnoli.

## Trasporti
Il capo dispone di:
- Aeroporto di Melilla: Malaga, Madrid, Almería, Granada, Valencia, Palma di Maiorca
- Aeroporto Internazionale di Nador: Málaga, Barcellona, Amsterdam, Bruxelles, Düsseldorf, Francoforte sul Meno, Colonia, Alhucemas, Tangeri, Marsiglia.
- Porto di Melilla: Málaga e Almería.
- Porto di Beni-Enzar: Almería